# 斯尼胡里夫卡
斯尼胡里夫卡（烏克蘭語：Снігурівка，羅馬化：Snihurivka，發音：[s⁽ʲ⁾n⁽ʲ⁾i.ɦʊˈr⁽ʲ⁾iu̯.kɐ] ⓘ），或按俄语翻译为斯尼吉廖夫卡，是乌克兰南部尼古拉耶夫州巴什坦卡區斯尼胡里夫卡市镇内的城市及该市镇的行政中心，2020年7月18日前为斯尼胡里夫卡區的行政中心。該市位於因胡莱茨河畔，距離州府尼古拉耶夫79公里，始建於1812年，面積7.58平方公里，海拔高度49米，2022年人口数量为12,045人。

## 历史
1941年，納粹德国军队攻佔該市，期間納粹德國在當地設立了監獄。1944年3月，該市被蘇軍收復。2022年3月19日，俄羅斯入侵烏克蘭期間，该市被俄军占领。11月10日，烏克蘭軍隊收復該市。

## 图集

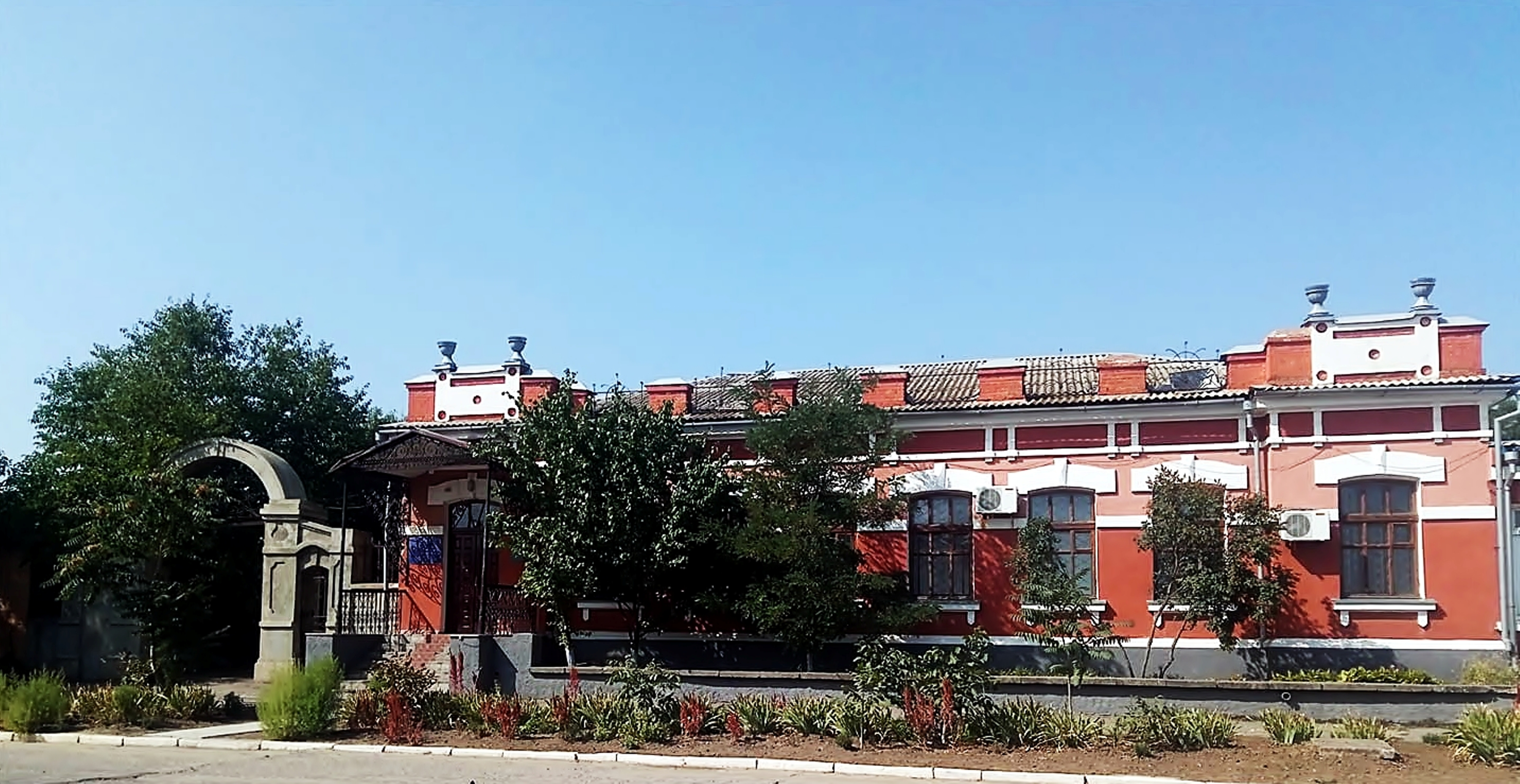

## 備注
1. ↑  俄语：，羅馬化：Snigiryovka